# Aliette de Bodard
Aliette de Bodard (New York, 10 november 1982) is een Frans-Amerikaanse schrijfster van sciencefiction- en fantasyverhalen. Ze won hiervoor onder meer zes BSFA Awards, drie Nebula Awards, een Locus Award en een British Fantasy Award. De Bodards verhalen spelen zich vaak af in plaatsen met een alternatieve geschiedenis.

## Biografisch
De Bodard werd geboren in de Verenigde Staten, maar groeide op in Frankrijk. Ze schrijft in het Engels. De Bodard debuteerde in 2006 als schrijfster met een aantal korte verhalen, zoals A Warrior's Death, The Triad's Gift, Citadel of Cobras en Kindred Spirits. Ze won in 2010 haar eerste grote prijs, een BSFA Award voor haar korte verhaal The Ship Maker. Hierin bevallen vrouwen van wezens die deels mens, deels elektronisch zijn en die volmaakt passen bij speciaal voor hun ontworpen ruimteschepen. De Bodard zou diezelfde prijs daarna nog meerdere keren winnen, ook in de categorieën 'boek' en 'non-fictieboek'. Die voor boek won ze voor The House of Shattered Wings, het eerste deel van wat haar Dominion of the Fallen-serie zou worden. Die voor non-fictie kreeg ze toegekend voor On Motherhood and Erasure: People-Shaped Holes, Hollow Characters and the Illusion of Impossible Adventure. Hierin stelt De Bodard dat er in fictie amper tot geen aandacht is voor moeders. Volgens haar worden deze personages hoogstens genoemd als achtergrond voor het bestaan en de acties van andere personages, maar nooit als meer dan tweedimensionale figuren.
De Bodard kreeg in 2013 zowel een Nebula Award als een Locus Award toegekend voor haar korte verhaal Immersion. Ze won dat jaar ook nog een tweede Nebula Award voor haar novelette The Waiting Stars. Deze spelen zich allebei af in het door haarzelf gecreëerde Xuya-universum, een plaats doorspekt met Vietnamese cultuur waarin ze regelmatig verhalen plaatst. Eén daarvan is The Tea Master and the Detective uit 2018, waarmee ze opnieuw in de prijzen viel. Deze keer won ze zowel een British Fantasy Award als haar derde Nebula Award.

### Boeken
Obsidian and Blood-reeks
- 2010 - Servant of the Underworld
- 2011 - Harbinger of the Storm
- 2011 - Master of the House of Darts

Dominion of the Fallen-reeks
- 2015 - The House of Shattered Wings (BSFA Award)
- 2017 - The House of Binding Thorns
- 2019 - The House of Sundering Flames

Xuya-universum-
- 2022 - The Red Scholar's Wake
- 2023 - A Fire Born of Exile

Overig
- 2018 - In the Vanishers' Palace

### Novelles
Xuya-universum
- 2010 - The Jaguar House, in Shadow (novelette[3])
- 2012 - On a Red Station, Drifting
- 2013 - The Waiting Stars (novelette, Nebula Award)
- 2015 - The Citadel of Weeping Pearls
- 2018 - The Tea Master and the Detective (Nebula Award, British Fantasy Award)
- 2020 - Seven of Infinities

Dragons and Blades-reeks
- 2020 - Of Dragons, Feasts and Murders
- 2000 - Of Charms, Ghosts and Grievances

Overig
- 2022 - Fireheart Tiger

### Verhalenbundel
- 2012 - Scattered Among Strange Worlds (bevat twee korte verhalen)

### Non-fictie
- 2018 - On Motherhood and Erasure: People-Shaped Holes, Hollow Characters and the Illusion of Impossible Adventure (BSFA Award)